# Ilha Hooker
A ilha Hooker (em russo:  остров Гукера; Ostrov Gukera) é uma ilha desabitada, mas também das ilhas mais importantes da Terra de Francisco José. Fica na zona central do arquipélago. Pertence administrativamente ao oblast de Arkhangelsk, no norte da Rússia. 
O ponto mais alto da ilha Hooker tem 576 m de altitude. Há um rio na parte sem glaciares da ilha conhecido como rio Helena.
O cabo nordeste da ilha Hooker, Mys Alberta Markgama, recebeu o nome de Sir Albert Hastings Markham; el cabo nororiental se chama Mys Lyuis Pul. O cabo mais a oeste é chamado Mys Dandy e a sudoeste é Mys Ugol'nyy. O cabo mais meridional é Mys Sesil Kharmswort. 
No lado ocidental há uma baía numa zona sem glaciares, a baía Tikhaya (Бухта Тихая, 80° 20′ N, 52° 47′ L). Uma grande colónia de aves marinhas estabeleceu-se perto desta baía, na Skala Rubini (Скала Рубини, rocha Rubini, 80° 18′ N, 52° 50′ L), uma formação rochosa espetacular na margem da ilha Hooker, local habitado por muitas aves.